# 115ª Squadriglia radar remota
La 115ª Squadriglia radar remota (115ª Sq.R.R.) (callsign: Trota, ICAO: LIMU) è un ente dell'Aeronautica Militare situato a Capo Mele, nel comune di Andora (Savona), precedentemente nota come 15º Gruppo radar dell'Aeronautica Militare.
Lo scopo della stazione è quello di concorrere alla salvaguardia dello spazio aereo nazionale garantendo l'efficienza del sensore radar e, lavorando in sinergia con la stazione meteorologica di Capo Mele, fornire dati e bollettini meteorologici.
Nell'ottica di un ridimensionamento delle risorse destinate all'Aeronautica nel decennio 2013-2024 la stazione radar è stata remotizzata, ed è posta alle dipendenze della 4ª Brigata Telecomunicazioni e Sistemi per la Difesa Aerea e l'Assistenza al Volo di Borgo Piave (Latina).
Attualmente il sistema d'arma in dotazione alla Squadriglia è il sensore radar fisso RAT31-DL, collegato con la sala operativa del GRCDA di Poggio Renatico (Ferrara) alla quale trasmette i dati di avvistamento e tracciamento dei velivoli acquisiti.
Il sito ospita anche un radar del sistema VTS (Vessel Traffic System) per il controllo del traffico marittimo, in gestione alla Marina Militare.

## Storia
La 115ª Squadriglia radar remota dell'Aeronautica Militare sorge sul promontorio di Capo Mele, tra le località turistiche di Alassio e Diano Marina, all'interno del distaccamento aeronautico di Capo Mele. Posta a 224 m sul livello del mare, nel comune di Andora, la Squadriglia è stata costituita il 1º giugno 1998 sul sedime operativo del disciolto 15º Gruppo radar (15º Gr.R.A.M.).

### Il dopoguerra
In origine il sito, per la posizione prominente sul mare, fu soprattutto di rilevanza per la Marina Militare, che è stata presente fino agli anni 1940 con un faro e un semaforo navale.
Dopo la fine della seconda guerra mondiale, affermandosi l'esigenza dell'impiego del radar per la difesa aerea, il promontorio di Capo Mele divenne oggetto delle attenzioni dell'Aeronautica Militare.
La prima configurazione del sito, risalente al luglio 1952, comprendeva un radar inglese AMES 6. Tale sistema, montato su un veicolo Ford nella cui cabina posteriore trovavano alloggiamento i vari apparati, aveva la caratteristica di essere facilmente dislocabile e, in particolare, di raggiungere la piena operatività in soli cinque minuti.
Un ponte radio situato sul monte Settepani permetteva il collegamento tra il sito radar e il IV Centro operativo di settore di Milano. Il Reparto, così costituito, divenne operativo con il primo nominativo radio di REMO.
Successive modifiche, tra il 1953 e il 1954, ampliarono il sistema radar portandolo alla configurazione con il radar AMES 6-15, rimasto operativo sino al 1956. Quello stesso anno veniva installato il Radar AN/FPS-8 (rimasto operativo fino al 1995) e realizzata la sala operativa.
L'anno successivo, venne costituito il Centro radar di Capo Mele con funzioni di controllo degli intercettori e con il nuovo nome radio Trota.

### I nuovi apparati e la remotizzazione
Per un più completo controllo dello spazio aereo di competenza del sito, nel dicembre del 1979 venne installato il Radar di quota AN/FPS 89S. L'anno successivo Capo Mele perse la valenza operativa di guida caccia, conservando solo la caratteristica di Reporting Post manuale; da allora, la stazione ha riportato il traffico al 21º Gr.R.A.M. di Poggio Ballone (Grosseto) e al 12° Gr.R.A.M. di Mortara (Pavia).
Il 10 aprile 1995 iniziarono i lavori di conversione in testata radar remota. Tale trasformazione, inquadrata in quella più ampia della ristrutturazione della Forza Armata, porta nel maggio 1997 all'installazione del Radar tridimensionale RAT 31-SL, primo di un lotto di dieci acquistati dall'Aeronautica Militare per completare la riorganizzazione della difesa aerea.
Dopo un periodo di collaudo, servito anche alla formazione del personale, e a poco più di un anno dalla sua costituzione, il 9 agosto 1999 la 115ª Squadriglia remota assunse la completa operatività.

## Lo stemma
Lo stemma dei vari reparti che sono succeduti a Capo Mele (CRC, CRP, 15º Centro Radar, 15º Gr.R.A.M., 115ª Squadriglia R.R.) ha subito negli anni varie modifiche. La trota guizzante verso l'alto è il nome radio dal 1957 che contraddistingue l'ente ed è sempre stata inserita in tutti gli stemmi dei reparti che si sono avvicendati.
In origine veniva anche riportato un aereo caccia intercettore, quale simbolo di appartenenza all'Aeronautica Militare e del tipo di lavoro svolto (guida caccia). Il primo è stato un F-84 e successivamente nel 1978, quando per una disposizione dello Stato Maggiore Aeronautica, tutti gli stemmi vennero rivisti per adattarli ad un unico modello, è stato sostituito con l'intercettore F-104. In tale occasione è stato anche sostituito lo sfondo di colore azzurro con il colore rosso.
Dalla costituzione della 115ª Squadriglia (1º giugno 1998) lo stemma è stato ridisegnato in base anche ad ulteriori direttive dello Stato Maggiore che non prevedono l'inserimento di alcun sistema d'arma. I colori predominanti sono ritornati nuovamente alle sfumature dell'azzurro.
Il nuovo distintivo di reparto – una trota, sullo sfondo del promontorio di Capo Mele, immerso in un mare tempestoso, con 5 stelle che brillano nell'alba di un sole nascente all'orizzonte - rappresenta la Squadriglia (l'animale) e l'arduo compito della difesa aerea (il mare tempestoso) che essa è chiamata ad adempiere in una nuova configurazione (l'alba) in cinque nuclei (le stelle): 
- Nucleo tecnico;
- Nucleo Efficienza Radar;
- Nucleo Efficienza Telecomunicazioni;
- Nucleo GG.EE. (Gruppi Elettrogeni)/I.E. (Impianti Elettrici);
- Nucleo Osservazione Meteo, caratteristica unica tra le Squadriglie Radar.

Si noti che, dalla prospettiva scelta, il Sole non può sorgere da dietro il promontorio di Capo Mele. Per motivi puramente estetici è stato preferito dal disegnatore il profilo più riconoscibile, ossia quello che è visibile dalla vicina Alassio. Sempre per motivi grafici, il sole è stato posizionato dietro il promontorio e le stelle davanti, onde distribuire uniformemente i simboli delle metafore dello stemma.

## Le installazioni meteo e navali
La stazione meteo accreditata è considerata di 1ª classe, grazie ai vantaggi strategici che offre:
- la posizione geografica, fortemente decentrata a ovest sul territorio italiano;
- la strumentazione di registrazione utilizzata per la rilevazione delle variabili atmosferiche;
- la vicinanza al mare, che consente di osservarne le condizioni e lo stato.

La stessa vicinanza del mare, ha ridestato nel 2002 l'interesse della Capitaneria di Porto di Savona: in un piccolo appezzamento di terreno interno al sedime, di gestione interamente affidata alla Marina, è stato infatti installato un impianto elettronico per il controllo del traffico marittimo.